# Maher Charif
Maher Charif (ماهر الشريف) est un historien palestinien marxiste spécialisé dans l'histoire des idées contemporaines arabes et de l'histoire des partis politiques dans le monde arabe.
Maher Charif, un réfugié palestinien résidant en Syrie, est membre du comité central du Parti du peuple palestinien, et il commente fréquemment la politique et la société dans les journaux arabes.

## Œuvres
- Al-ba'th 3an kiyan  (La recherche d'une entité), sur l'évolution idéologique des mouvements politiques palestiniens
- Filastin fi'l-arshif as-sirri li'l-komintern (La Palestine dans les archives secrètes du Komintern)
- Rihanat an-nahda fi'l-fikr al-3arabi (L'enjeu de la nahda dans la pensée arabe)
- Tayar al-islah ad-dini wa masa'irihi fi'l-mujtama3at il-3arabiyya (Courant reformiste de la religion et son futur dans la société arabe)

## Lien
- La page de Maher Charif sur le site de l'Ifpo.